# Augustus (cím)

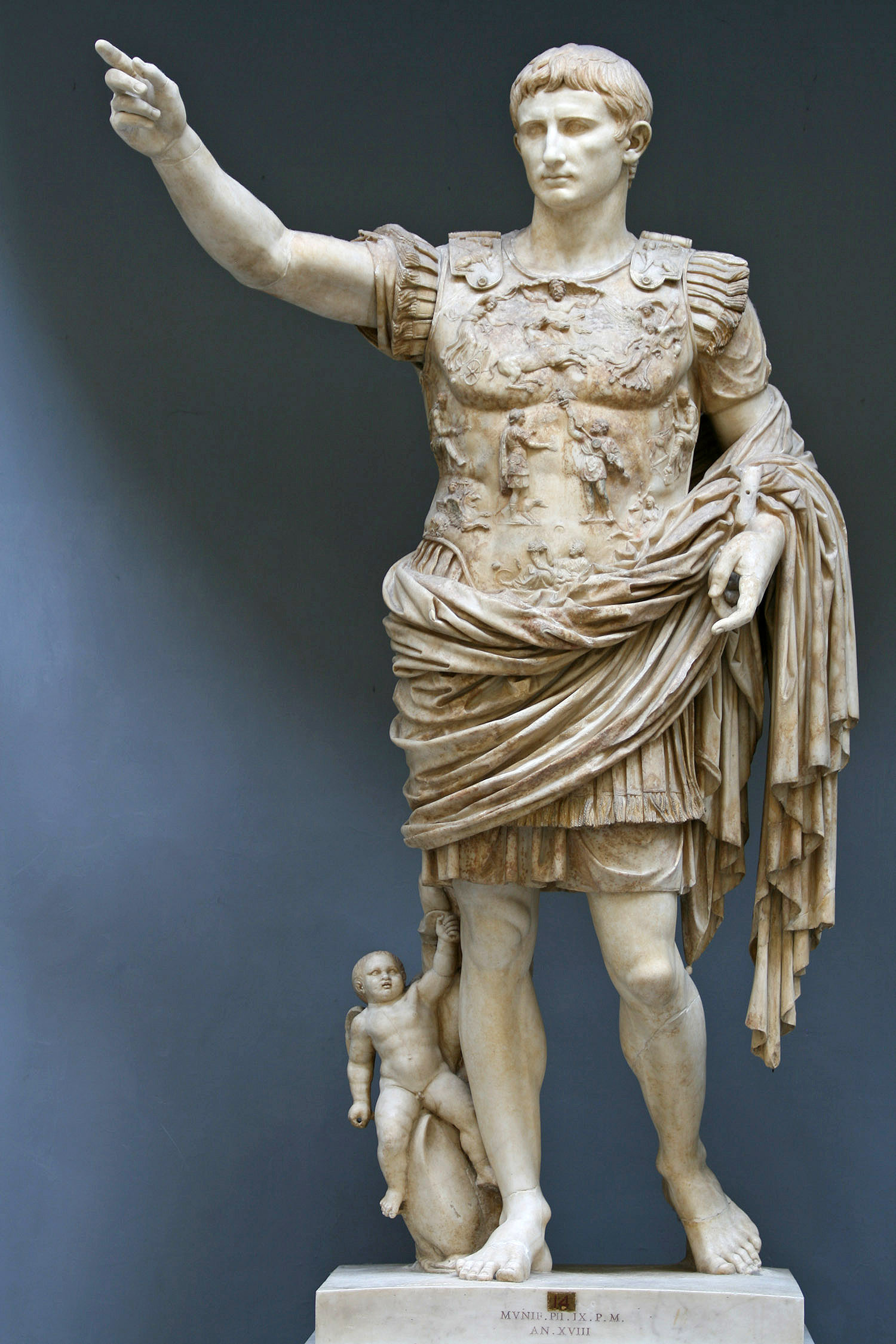
A primaportai Augustus-szobor, amely hadvezérként ábrázolja Caius Octavianus Caesar Augustus császárt

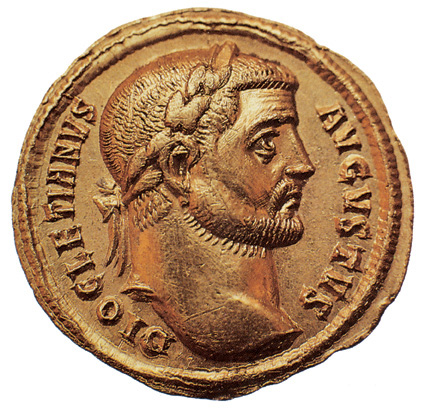
Római pénzérme Diocletianus császár képével és feliratával, jobbra az Augustus felirattal

Augustus (latin „fenséges”, „tiszteletreméltó”, többes száma augusti, nőnemben Augusta) a Római Birodalom császárainak egyik címe volt. A címet először Octavianus viselte, akivel annyira összeforrt, hogy Augustus néven emlékeznek rá a történelemkönyvek.
Octavianus után az Augustus cognoment a császár viselte, de nem volt egy a császári hivatallal, ami valójában nem is hivatal volt, hanem a hatalom korábban nem alkalmazott koncentrációja egy ember kezében. E hatalomkör birtoklóját az Augustus név egyértelműen azonosította. Valódi hivatallá az augustusi címet a 3. században Diocletianus tette, aki megosztotta az uralkodói hatalmat, és külön jogköröket határozott meg a birodalom két augustusának és két caesarjának.
Görög megfelelői a szebasztosz, illetve a hellenizált augusztosz.
A birodalom bukása után személynévvé vált, amelyet kezdetben arisztokraták használtak, főleg a Német-római Birodalomban.

## Caesar Augustus

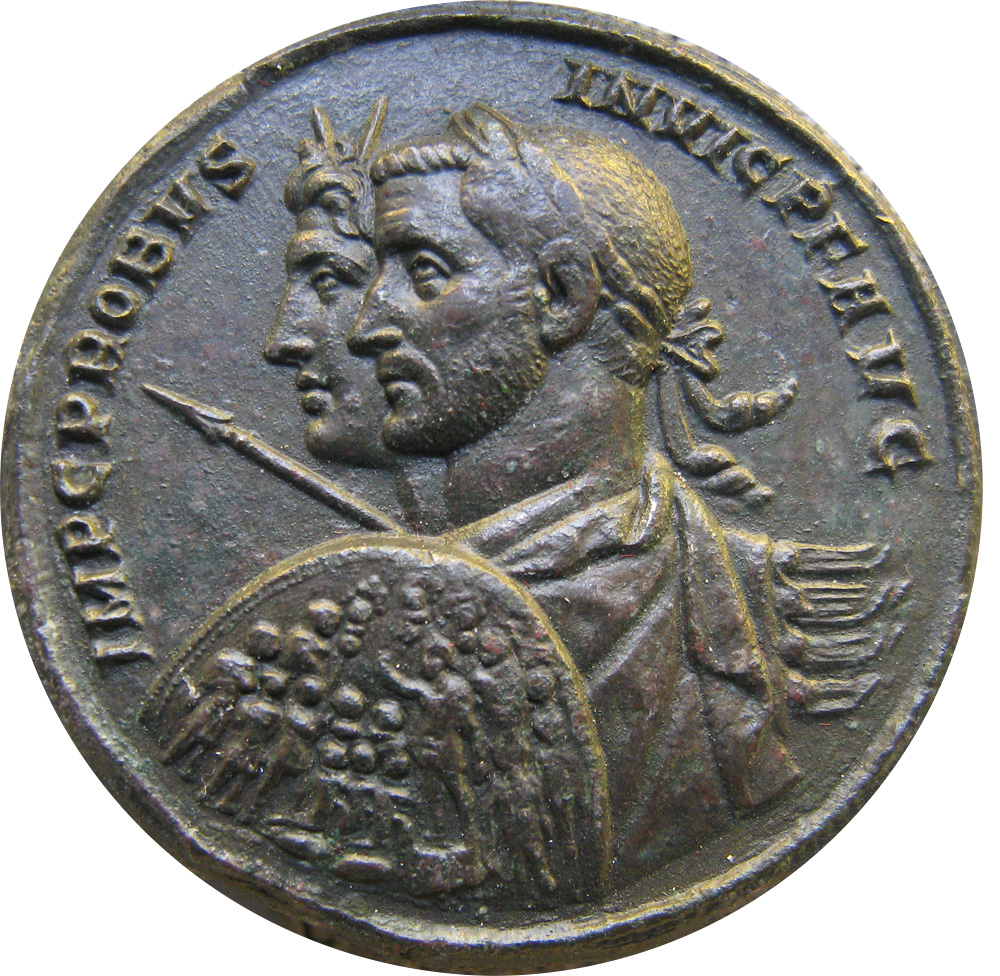
A késő 3. századi császár Probus érméje, az Invictus („legyőzhetetlen”) és Pius Felix („szent és áldott”) címekkel.)

Octavianus i. e. 27. január 16-án kapta az Augustus nevet a Római Szenátustól. A következő négy évtizedben ő lett az, aki saját kezébe összpontosítva a későbbi császárok által is birtokolt hivatalokat és hatalmi jogköröket megalapozta a császári hatalmat, amely így nevével is eggyéforrt, bár az Augustus névnek önmagában nem volt alkotmányos jelentése.
Mint princeps senatus („a szenátus első embere”) Augustus a Senatus vezetője volt, elnökölt az üléseken és határozatokat terjesztett be. Pontifex maximusként a római állam elsőszámú vallási vezetője volt, a consuli imperium birtokosaként egyenlő jogokat birtokolt Róma fő magisztrátusaival, az imperium maius jogkörök pedig náluk is nagyobb hatalmat biztosítottak a számára Rómán kívül. Így a tartományok kormányzóinál is nagyobb volt a hatalma és ő volt a római légiók főparancsnoka is. A tribuicia potestas (tribunusi hatalom) birtokosaiként személye sérthetetlen volt (sacrosanctitas) és bármely római magisztrátus határozatát megvétózhatta.
Ez a hatalomösszevonás lett a minta a későbbi császárok számára, amely alapján kormányozták Rómat, kezdetben tényleges alapként, majd a 3. és még inkább a 4. századtól már csak elméletileg, hiszen ekkortól a császári hatalom már jobban hasonlított a keleti despotákéhoz, mint az eredeti „első az egyenlők közt” elv gyakorlásához.
Octavianus „Caesar Augustus” nem csak ebben teremtett mintát, hanem abban is, ahogy a későbbi császárok nevezték magukat. „Imperator Caesar Augustusnak” nevezte magát és mindhárom nevet használta a császárok többsége. E három névből azonban csak az augustus jelölhette kizárólag a császárt: az imperator címet mások is viselték, a Caesar név pedig a Iuliusok egyik ágának családi neve volt. (Ugyanakkor a császár anyja, vagy felesége viselhette az Augusta nevet.)
A teljes uralkodói jogkör birtokosának neveként az augustus nagyjából megfelel a „császár” szó jelentésének, de nem szabad kritika nélkül visszavetíteni rá a későbbi monarchiákhoz kötődő képzeteket. Az uralkodói ranghoz a Római Birodalomban nem kötődött alkotmányos hivatal: az uralkodó személyes tekintélye (dignitas) és befolyása (auctoritas) a princeps senatus pozícióból eredt, jogi tekintélye a consulari imperium és a tribunicia potestas jogokból; a római alkotmányelméletben az Augustus a „princeps senatus et pontifex maximus consulari imperio et tribuniciae potestate” „rövidítése” lehetett. Az Augustus név önmagában jelölte, hogy viselője számára mindezen pozíciók betöltéséhez rendelkezésre áll a dignitas és az autoritas.
Sok tekintetben az augustus a brit herceghez (prince) hasonlítható, amely személyes cím és tekintély, nem egyfajta nemesi cím, mint az uralkodó herceg (duke) vagy a király. A köznyelvben a császárra kezdetben általában a princeps szóval utaltak, később az imperator vagy a Caesar lett általánosabb.

## Fordítás
- Ez a szócikk részben vagy egészben  az   Augustus (honorific) című angol Wikipédia-szócikk fordításán alapul.  Az eredeti cikk szerkesztőit annak laptörténete sorolja fel. Ez a jelzés csupán a megfogalmazás eredetét és a szerzői jogokat jelzi, nem szolgál a cikkben szereplő információk forrásmegjelöléseként.